# Проведищи
Проведищи — деревня в Опочецком районе Псковской области России. Входит в состав Звонской волости.
Расположена в 31 км к югу от города Опочка и в 3 км к югу от деревни Лобово, южнее озера Косарно (Лобовское).
Численность населения по состоянию на 2000 год составляла 17 человек, на 2012 год — 6 человек.
До 2005 года деревня входила в состав ныне упразднённой Лобовской волости с центром в д. Лобово.